# Операция К (японская)
Операция К (яп. K作戦, Кэй-сакусэн) или Второй налёт на Перл-Харбор представляла собой налёт во время Второй мировой войны двух японских гидросамолётов «Каваниси» на американскую базу на Гавайях. Цели рейда, произведённого в марте 1942 года, достигнуты не были по причине плохой погоды, но самолёты установили сразу два рекорда: самый дальний перелёт пары бомбардировщиков и самый длинный в истории бомбардировочный вылет без истребительного прикрытия.

## План операции
Планирование этой операции началось через несколько недель после атаки на Перл-Харбор, когда японское командование придумало способ применить на практике большую дальность полёта гидросамолётов Каваниси H8K. Обсуждались планы налёта на Калифорнию и Техас, однако поступила информация о восстановлении инфраструктуры Перл-Харбора. Решено было помешать восстановлению и нанести докам и аэродромам некоторый урон.
Первоначально план предполагал использование пяти гидросамолётов. Они должны были лететь к Kānemilohaʻi (они же Френч-Фригат-Шолс), крупнейшему атоллу в северо-западной части Гавайских островов, там дозаправиться от подводной лодки и отправиться на Оаху. Если удастся первый рейд, предполагалось осуществить ещё несколько.
Как и в случае с налётом 7 декабря, американские разведчики расшифровали переговоры и предупредили командование, что японцы готовят разведывательно-диверсионный налёт с дозаправкой на Kānemilohaʻi, и снова, как и в случае с 7 декабря, их предупреждение было проигнорировано командованием.

## Рейд
Когда подошло время начала операции, только два гидросамолёта оказались готовы к вылету. Рейд возглавил лейтенант Хисао Хасидзумэ, а прапорщик Сёскэ Сасао вёл второй самолёт. Они прибыли на атолл Вотье в группе Маршалловых островов, где каждый самолёт взял четыре бомбы по 250 килограммов. Оттуда они пролетели 1900 миль до Френч-Фригат-Шолс, где дозаправились и снова поднялись в воздух, проделав путь в 560 миль до Оаху. Им была поручена в основном разведывательная миссия, а в дополнение к ней задание сбросить бомбы на док «десять-десять» (названный так из-за своей длины 1010 футов).
Однако, с обеих сторон последовал ряд ошибок и неудач.
Японская подводная лодка I-23 должна была находиться к югу от Оаху для возможной помощи и для навигации, но она исчезла вскоре после 14 февраля.
Американские радары на острове Кауаи и на Оаху зафиксировали два самолёта, движущихся в сторону Гавайев. На разведку были высланы истребители P-40 Warhawk. Также на поиски предполагаемых авианосцев противника были посланы гидросамолёты «Каталина». Однако плотная облачность не позволила разглядеть самолёты, которые шли на высоте 15000 футов.
Но эта же облачность помешала и японским пилотам. Хасидзумэ вышел к маяку Каэна -Пойнт и решил заходить на цель с севера. Однако Сасао не расслышал его приказ и пошёл вдоль южного берега Оаху. Хасидзумэ потерял своего ведомого и практически не видел острова под собой, поэтому он сбросил бомбы на склон потухшего вулкана Танталус-Пик. Это произошло примерно в 14:00 или в 14:15 4 марта 1942 года.
Бомбы упали примерно в 1000 футов от школы имени Рузвельта, образовав воронки глубиной 6 — 10 и шириной 20 — 30 футов. Ущерб ограничился выбитыми стёклами. Сасао, как считается, сбросил бомбы в океан — возможно, около острова Вайэная. Самолёты повернули на юго-восток и проследовали на атолл Джалуит в группе Маршалловых островов.

## Последствия
Жертв среди гражданского населения отмечено не было. Однако рейд породил страх нового японского вторжения.
Японские средства массовой информации повторили сообщение Лос-Анджелесского радио о «предположительном повреждении Перл-Харбора», гибели 30 матросов и гражданских и 70 раненых. Армейское командование США и военно-морское командование валило друг на друга ответственность за взрывы на склоне вулкана.
Другой разведывательный рейд был запланирован на 6 или 7 марта, но его отменили из-за задержки первого рейда, повреждений самолёта Хаисидзумэ и усталости экипажа.
На 30 мая было запланировано продолжение операции «К», но американцы усилили патрули у атолла Френч-Фригат-Шолс, который был важной точкой навигации. Японская подводная лодка заметила там два американских корабля, и операция была отложена. Дополнительным эффектом от этих патрулей стало то, что японцам стало труднее следить за активностью американского флота, и они не смогли обнаружить американские авианосцы, переброшенные к Мидуэю. Попытка установить заслон из подводных лодок около Перл-Харбора была осуществлена только 3 июня, и в итоге они не смогли заметить американский флот, который уже на следующий день принял участие в сражении при Мидуэй.